# Edgard Coppens
Edgard Coppens (Liedekerke, 9 september 1931 – 9 december 1994) was een Belgisch volksvertegenwoordiger en senator.

## Levensloop
Edgard Coppens bracht zijn hele leven door in Liedekerke. Hij begon zijn beroepsloopbaan in 1953 als medewerker op de plaatselijke werkloosheidsdienst van het Algemeen Belgisch Vakverbond (ABVV). Voor de Algemene Centrale van het Bouwvak stichtte hij er een afdeling. Er werd een volkshuis gebouwd, de Germinal. Coppens maakte zijn weg in de Brabantse structuren van het ABVV als verantwoordelijke voor de regio Asse-Liedekerke-Pajottenland. 
In 1958 werd hij halftijds secretaris van de Commissie van Openbare Onderstand (OCMW) van Liedekerke. In 1964 werd hij secretaris van de BSP-afdeling (met een 300 leden) en van de Bond van gepensioneerden.
Vanaf 1964 was hij kandidaat voor de gemeenteraadsverkiezingen. Hij werd pas in 1976 verkozen tot gemeenteraadslid van Liedekerke, maar hij was ondertussen al senator en streefde geen plaatselijk mandaat meer na. Hij bleef deze functie uitoefenen tot in 1982.
De scheuring tussen Vlamingen en Franstaligen binnen de Brusselse BSP-federatie, veroorzaakte de oprichting van de 'Rode Leeuwen', die twee Kamerzetels, één senator en twee provincieraadsleden veroverden. Edgard Coppens stond op de zesde, onverkiesbare, plaats op de Kamerlijst. In 1971 stond hij op de tweede plaats, maar werd toch niet verkozen. In 1974 werd hij provinciaal senator in de Senaat, wat hij bleef tot in 1978. Vervolgens was hij van 1978 tot 1985 rechtstreeks gekozen senator voor het arrondissement Brussel. In 1985 werd hij verkozen als lid van de Kamer van volksvertegenwoordigers voor hetzelfde arrondissement en vervulde dit mandaat tot in 1989. In de periode april 1974-oktober 1980 zetelde hij als gevolg van het toen bestaande dubbelmandaat ook in de Cultuurraad voor de Nederlandse Cultuurgemeenschap, die op 7 december 1971 werd geïnstalleerd. Vanaf 21 oktober 1980 tot oktober 1989 was hij lid van de Vlaamse Raad, de opvolger van de Cultuurraad en de voorloper van het huidige Vlaams Parlement.  